# Skrunda-Klasse
Als Skrunda-Klasse bezeichnet man SWATH-Patrouillenboote der lettischen Seestreitkräfte, die auf einem Konzept der deutschen Werft Abeking & Rasmussen beruhen und z. T. in Lettland gefertigt wurden.

## Geschichte
Etwa seit Mitte der 2000er Jahre suchte die Marine Lettlands nach einem neuen Schiffstyp, der zum einen die vier Patrouillenboote der Storm-Klasse und zum anderen die fünf kleineren Küstenschutzboote ersetzen konnte. Diese Boote waren in den Jahren des Wiederaufbaus von der lettischen Marine aus Schweden (Küstenschutzboote) bzw. aus Norwegen (Storm-Klasse) übernommen worden. Sie stammten alle aus den 1960er Jahren und waren somit technisch nicht mehr auf dem aktuellen Stand. Im Jahr 2008 fand man mit Abeking & Rasmussen einen Partner, der bereits beim Bau von kleineren Einheiten für die Deutsche Marine (Frankenthal-Klasse) Erfahrung gesammelt hatte. Zudem ist die Werft weltweit führend im Bereich von SWATH-Booten, deren Vorteile den Anforderungen Lettlands entgegenkamen. Aus diesem Grund griff A&R bei der Entwicklung der neuen Boote auch auf das bewährte Konzept der SWATH-Lotsenversetzboote zurück.
Das Typschiff (Skrunda) wurde bei Abeking & Rasmussen gebaut und am 18. April 2011 von der Marine Lettlands in Dienst gestellt. Das zweite Boot (Cēsis) wurde ebenfalls auf der deutschen Werft gebaut und 2012 von der Marine übernommen. Es folgten die auf der Riga Shipyard gebaute Viesīte und die bei A&R gebaute Jelgava, die 2012 bzw. 2013 übernommen wurden. Das fünfte und letzte Boot (Rēzekne) wurde ebenfalls auf der Riga Shipyard gebaut und am 20. März 2014 von den lettischen Seestreitkräften in Dienst gestellt.
Benannt sind die fünf Boote nach historischen Orten und Gebieten, an denen bedeutende Ereignisse und Schlachten des Lettischen Unabhängigkeitskrieges stattfanden.

## Technik
Der Antrieb der Boote der Skrunda-Klasse erfolgt über zwei MAN-D2842-LE410-Schiffsmotoren. Diese sind in den Auftriebskörpern untergebracht und bringen eine Leistung von jeweils 809 kW (rund 1.100 PS) bei 2.100/min. Die Höchstgeschwindigkeit der Boote beträgt 21 Knoten, die Reichweite 1.000 Seemeilen.
Zu den Kernaufgaben der Boote zählen der Küstenwach- und -schutzdienst (also u. a. auch die Rettung von Schiffbrüchigen). So können z. B. im Wasser treibende Personen mit Hilfe eines Liftes schnell an Bord gebracht werden. Zudem ist es, mittels eines im Heckbereich befindlichen Krans, möglich, ein Festrumpfschlauchboot für Einsätze im Flachwasser auszusetzen. Hervorstechend ist die Möglichkeit zur Installation eines Missionsmoduls im Vorschiffsbereich zwischen den beiden Rümpfen. Ein solches Modul hat die Abmessung eines 20-Fuß-ISO-Containers und erlaubt eine Zuladung von 6 Tonnen. Je nach geplantem Einsatz können somit zusätzliche Umweltschutz-, Tauch- oder Minensuchkomponenten installiert werden. Auch die Bewaffnung des Bootes könnte so (z. B. durch ein 35-mm-Rheinmetall-Millennium-Geschütz) verstärkt werden.

## Einheiten
| Kennung | Name    | Bauwerft            | Stapellauf        | Indienststellung | Anmerkungen |
| ------- | ------- | ------------------- | ----------------- | ---------------- | ----------- |
| P-05    | Skrunda | Abeking & Rasmussen | 20. Januar 2011   | 18. April 2011   | Typschiff   |
| P-06    | Cēsis   | Abeking & Rasmussen | 23. November 2011 | 2. April 2012    |             |
| P-07    | Viesīte | Riga Shipyard       | 11. April 2012    | 22. August 2012  |             |
| P-08    | Jelgava | Abeking & Rasmussen | 16. April 2013    | 24. Juli 2013    |             |
| P-09    | Rēzekne | Riga Shipyard       | 14. Oktober 2013  | 20. März 2014    |             |